# Lee Sang-hyun
Lee Sang-hyun (이상현); n. 1 de enero de 1955 (70 años) es un fotógrafo, escultor, calígrafo, cineasta surcoreano.
Ha realizado sobre la caligrafía coreana instalaciones artísticas.

## Obra

### Exposiciones[4]
- 2013: Pionyang Fantasia - Amelia Johnson Contemporary, Hong Kong. Lee Sang Hyun - Tears of the Falling Blossom - Gallery SUN contemporary, Seoul
- 2011: Lee Sang Hyun - Gallery SUN contemporary, Seoul
- 2010: Past & Present: An Awkward Reunion - Amelia Johnson Contemporary, Hong Kong
- 2009: Joseon, Another Paradise - Dr. Park Gallery, Jeonsu-ri Lee Sang Hyun - Gallery SUN contemporary, Seoul
- 2008: Empire and Joseon Era - The Museum of Photography, Seoul
- 2007: Lee Sang-hyun - Gallery SUN contemporary, Seoul
- 2005: Lee. Sang Hyun - Self Meditated Portrait of Historical Epic - Gallery Chosun, Seoul